# Désaccord parfait
Pour plus de détails, voir Fiche technique et Distribution.
Désaccord parfait est un film franco-britannico-roumain réalisé par Antoine de Caunes et sorti le 8 novembre 2006.

## Synopsis
Au début des années 1970, le couple Alice d'Abanville-Louis Ruinard, respectivement actrice et réalisateur, incarnent le glamour d'un cinéma flamboyant, fait de strass et de paillettes. Mais en 1975, Alice quitte Louis, et part refaire sa vie en Angleterre avec un riche Lord. Trente ans plus tard, Alice s'est spécialisée dans le théâtre classique et expérimental, tandis que Louis compte réaliser son nouveau film dans la patrie de Shakespeare. À cette occasion il reçoit un Battar d'honneur, un prix britannique pour l'ensemble de sa carrière, remis des mains mêmes d'Alice. Leurs retrouvailles se révèlent électriques.

## Fiche technique
- Titre : Désaccord parfait
- Réalisateur : Antoine de Caunes
- Scénario : Antoine de Caunes
- Musique : Steve Nieve
- Photographie : Pierre Aïm
- Décors : Clare Andrade
- Production : Pierre Kubel et Marie-Castille Mention-Schaar
- Société de production : Loma Nasha, Poisson Rouge Pictures et Tigerfish
- Société de distribution : Gaumont et Columbia TriStar Films (France)
- Pays de production :  France,  Royaume-Uni et  Roumanie
- Langues originales : français et anglais
- Genre : comédie romantique
- Durée : 92 minutes
- Date de sortie : 
  -  France : 8 novembre 2006

## Distribution
- Charlotte Rampling : Alice d'Abanville
- Jean Rochefort : Louis Ruinard
- Isabelle Nanty : Rageaud
- Ian Richardson : Lord Evelyn Gaylord
- Simon Kunz : Randall
- James Thierrée : Paul Gaylord
- Charles Dance : Le maître de cérémonie du Battar
- Raymond Bouchard : Gilbert Carrington
- Yves Jacques : docteur Trudeau
- Julie du Page : Isabelle Carrington
- Yvon Back : producteur
- Boy George : Le crooner du Battar
- Graham Valentine : Le maître d'hôtel du salon de thé
- Christian Erickson (en) : Richard
- Ben Homewood : Kevin